# 15 Korpus Strzelecki (ZSRR)
15 Korpus Strzelecki (ros. 15-й стрелковый корпус) – wyższy związek taktyczny Armii Czerwonej z okresu II wojny światowej.
W 1939 roku wchodził w skład 5 Armii i wraz z wojskami III Rzeszy i Słowacji od 17 września brał udział w ataku na Polskę.
W 1945 roku razem z 106 Korpusem Strzeleckim i 28 Korpusem Strzeleckim wchodził w skład 60 Armii. W czasie walk na ziemiach polskich 15 KS dowodził gen. mjr Piotr Tiertysznyj. Oddziały korpusu uczestniczyły m.in. w ofensywie Armii Czerwonej rozpoczętej 12 stycznia 1945 roku, biorąc udział w przełamaniu niemieckich fortyfikacji Stellung a2.

## Dowództwo korpusu
Dowódcy:
- komdiw Piotr Fiłatow[1]
- płk Iwan Fiediuninski (kwiecień - sierpień 1941)[4]
- gen. mjr Piotr Tiertysznyj

Szefowie sztabu:
- kombrig Piotr Liapin[5]

## Struktura organizacyjna
Skład we wrześniu 1939:
- 45 Dywizja Strzelecka
- 60 Dywizja Strzelecka
- 87 Dywizja Strzelecka

Skład 1 grudnia 1943:
- 2 Gwardyjska Dywizja Powietrznodesantowa,
- 148 Dywizja Strzelecka,
- 322 Dywizja Strzelecka,
- 336 Dywizja Strzelecka.

Skład 1 czerwca 1944:
- 148 Dywizja Strzelecka,
- 322 Dywizja Strzelecka,
- 336 Dywizja Strzelecka.

Skład w styczniu 1945:
- 246 Dywizja Strzelecka
- 322 Dywizja Strzelecka
- 336 Dywizja Strzelecka

Skład 1 maja 1945:
- 9 Dywizja Strzelców Górskich
- 107 Żytomierska Dywizja Strzelecka
- 336 Żytomierska Dywizja Strzelecka